# Parroquia
Mit dem Begriff Parroquia (wörtliche Übersetzung ins Deutsche: Pfarrei, Kirchspiel, Parochie; Plural: Parroquias) werden in verschiedenen spanischsprachigen Ländern bzw. Regionen politische Verwaltungseinheiten bezeichnet, die in der Regel die unterste Ebene der Kommunalverwaltung bilden.

## Asturien und Galicien (Spanien)
In den spanischen Autonomen Regionen Asturien und Galicien sind parroquias Verwaltungseinheiten, die Gebiete unterhalb der Gemeindeebene (spanisch municipio, in Asturien und Galicien municipio oder concejo) gliedern, die „Concejos“ in Asturien sind mit Landkreisen zu vergleichen, während die „Parroquias Rurales“ mit Gemeinden zu vergleichen sind (Größe zwischen 8 und 40 Quadratkilometer). Den Mittelpunkt einer Parroquia bildete traditionell im Regelfall eine Kirchengemeinde.  In Asturien heißen diese Einheiten genauer parroquias rurales (ländliche Kirchspiele). Sie sind unterhalb des concejo eigene juristische Personen und besitzen für ihren Bereich eigene Entscheidungskompetenzen. Sie werden auf Initiative der Einwohner durch den Regierungsrat Asturiens bzw. Galiciens eingerichtet. Sie werden von einem Präsidenten und einer Junta (Versammlung) regiert, wobei der Präsident eine Art Bürgermeister oder Ortsvorsteher ist, der direkt gewählt wird. Die Junta muss aus mindestens zwei Mitgliedern bestehen und darf höchstens so viele Mitglieder haben, wie die Parroquia in den Gemeinderat des Concejos entsendet.

## Ecuador
Auch in Ecuador werden so Verwaltungseinheiten unterhalb eines Kantons bezeichnet, die  nicht mit kirchlichen Organisationsstrukturen zusammenhängen und in der Regel auch nicht die Bezeichnung von Pfarrkirchen tragen. Die meisten haben weltliche Namen. Im Rahmen der Dezentralisation des ecuadorianischen Staates wählen die Bürger jeder Parroquia alle vier Jahre bei den Kommunalwahlen eine junta parroquial (Kirchspielversammlung), die gewisse Kompetenzen bei der Regelung des öffentlichen Lebens vor Ort hat. Es sind städtische und ländliche Kirchspiele zu unterscheiden, wobei erstere Teil eines Municipio sind, in dem neben den juntas parroquiales auch ein übergeordneter Stadtrat (concejo municipal) und ein Bürgermeister gewählt werden.

## Venezuela
In Venezuela ist eine Parroquia (Gemeinde) die Untergliederung eines Municipio (Verwaltungsbezirks), der seinerseits die Untergliederung der Estados federales (Bundesstaaten) ist.